# Piros árvacsalán
A piros árvacsalán (Lamium purpureum) az ajakosvirágúak (Lamiales) rendjébe, ezen belül az árvacsalánfélék (Lamiaceae) családjába tartozó faj.

## Előfordulása
A piros árvacsalán Európában és Ázsiában széles körben elterjedt és gyakori. Észak-Amerikába is betelepítették, de ott inváziós fajnak bizonyult. Magyarországon is közönséges, szinte mindenhol megtalálható növény.

## Változatai
- Lamium purpureum var. ehrenbergii (Boiss. & Reut.) Mennema
- Lamium purpureum var. hybridum (Vill.) Vill.
- Lamium purpureum var. incisum (Willd.) Pers.
- Lamium purpureum var. moluccellifolium Schumach.
- Lamium purpureum var. purpureum L.

## Megjelenése
Többnyire csupán 10, legfeljebb 30 centiméter magas, egyéves, kellemetlen szagú növény. Hasonlít a csalánhoz (Urtica), de nincsenek fullánkszőrei (ezért „árva”). Murváskodó (hónaljában virág van) levélnyeles leveleinek alakja szíves-háromszög, széle csipkés fűrészes. A vörössel futtatott levelek ráncosak, a szőrzetük puha. Rózsapiros ajakos virágai tömött állernyőkben nyílnak. A párta 1-1,5 centiméter hosszú, csöve egyenes vagy alján kissé görbült; fellevelei kárminvörösek. A csésze kopasz vagy pelyhes.

## Életmódja
A piros árvacsalán a zavart, bolygatott élőhelyek növénye. Szántók, tarlók, parlagok, utak széle, olykor száraz erdők, akácosok lakója, de a kertekben is gyakori gyomnövény. Hegyvidékeken akár 1800 méter magasságig is felhatol. Márciustól szeptember végéig virágzik; az egyik legkorábbi méhlegelő.

## Képek

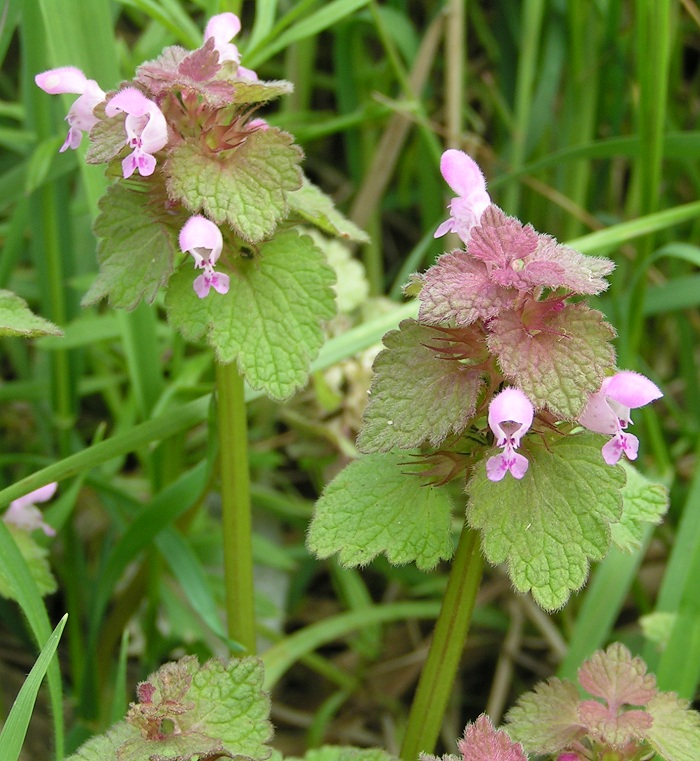
A növény
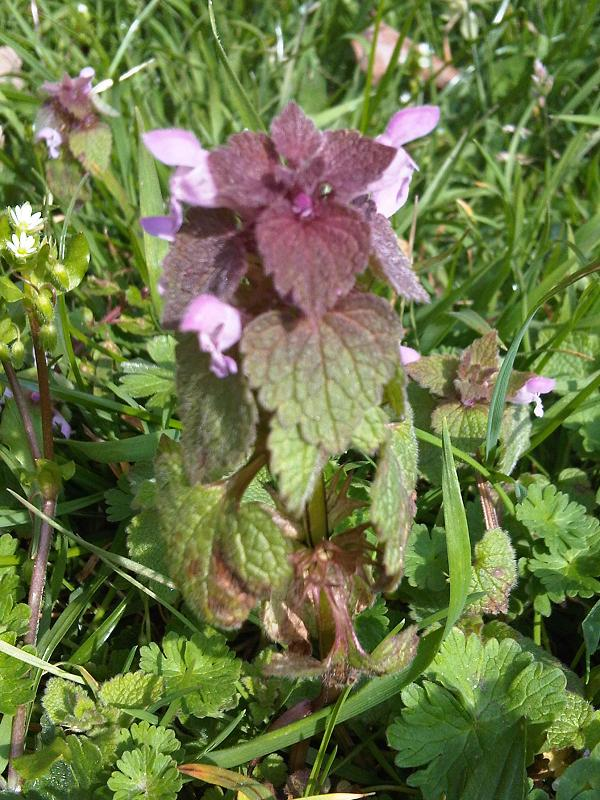
Piros árvacsalán a Királyi Botanikus Kertekben
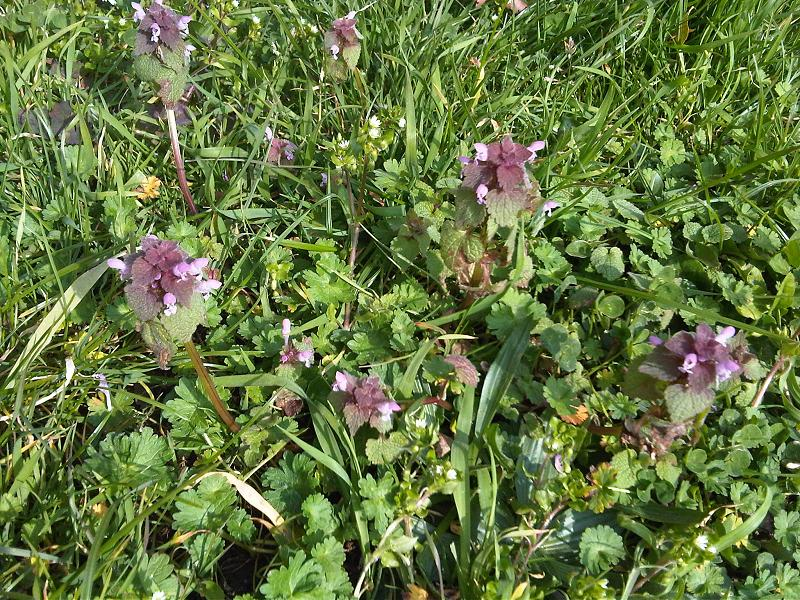
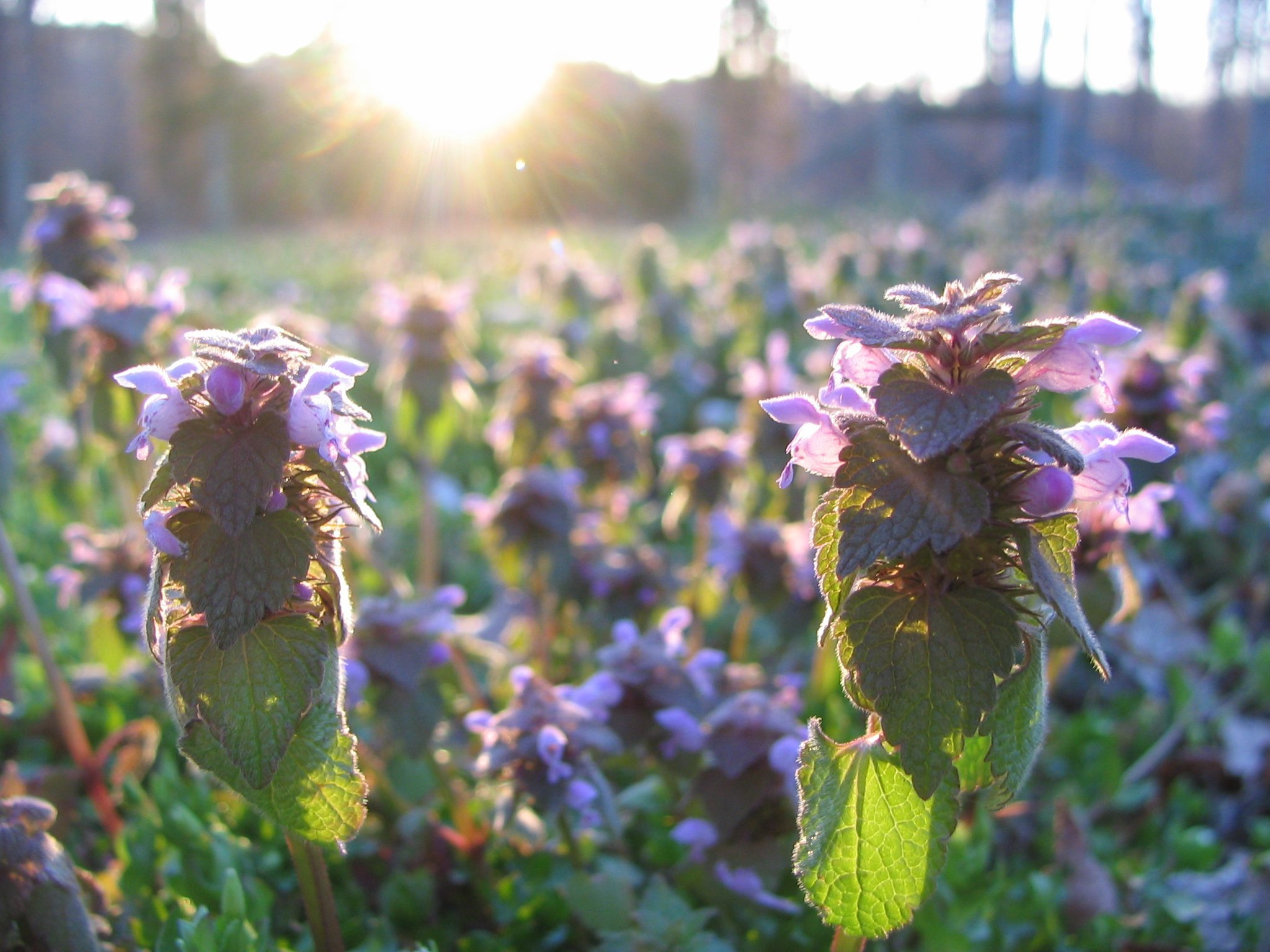
Egész kolónia
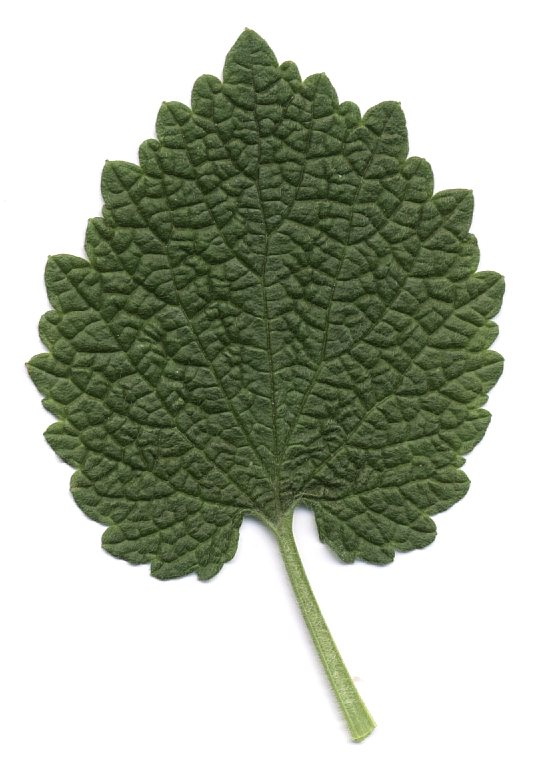
Levele
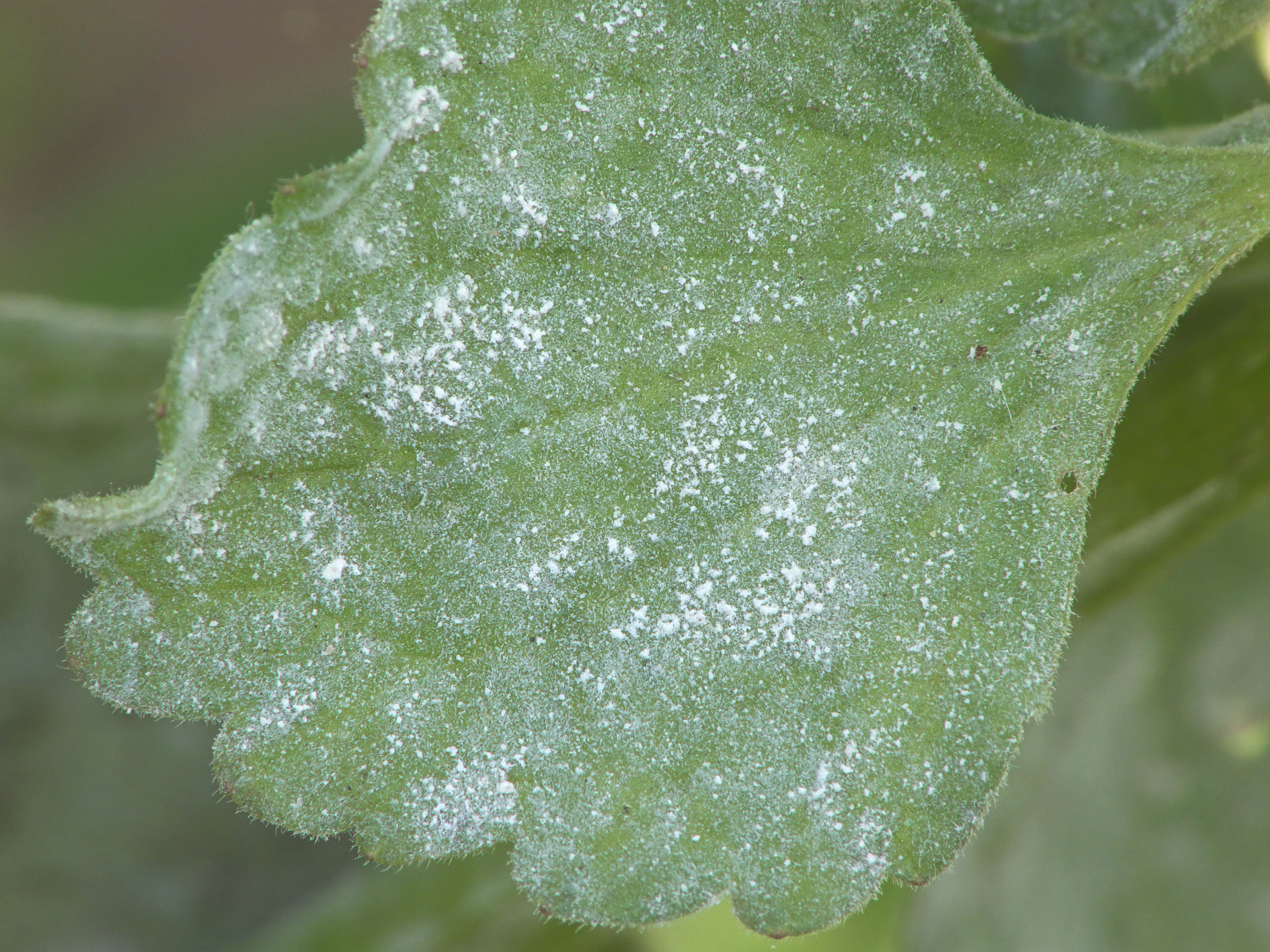
Neoerysiphe galeopsidis által megtámadott levél
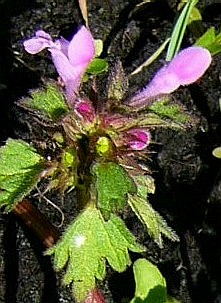
Lamium purpureum var. incisum
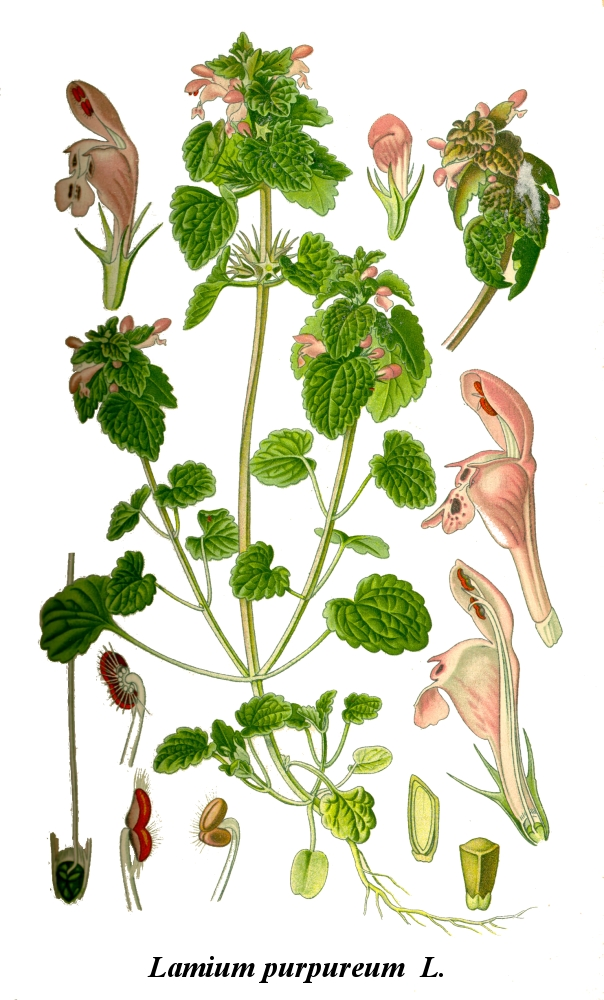
Rajz a növényről